# Ziegelei Lage
Die Ziegelei Lage ist einer von acht Standorten der LWL-Museen für Industriekultur in Lage, Nordrhein-Westfalen. Die Ziegelei produzierte von 1909 bis 1979 Mauerziegel, 2001 wurde die vollständig erhaltene Anlage zum Museum. Es ist Ankerpunkt der Europäischen Route der Industriekultur.

## Geschichte

### Gründung
Die Ziegelei Lage wurde 1909 nördlich von Lage zwischen Hagen und Sylbach durch den Ziegeleiarbeiter Gustav Beermann (1882–1965) und den Unternehmer Friedrich Bobe als Sylbacher Dampfziegelei gegründet. Beermann war zunächst Wanderziegler, später Arbeiter in der väterlichen Ziegelei. Er investierte 12.000 Reichsmark in das 1909 gegründete Ziegelunternehmen. 1914 zahlte er seinen Teilhaber Friedrich Bobe aus und wurde zum Alleininhaber. Bis zur Schließung 1979 war die Ziegelei ein Familienunternehmen.

### Belegschaft
Die Arbeit in der Ziegelei war in ihrer gesamten Geschichte von 1909 bis 1979 Saisonarbeit. Da der Ton nur außerhalb der Frostperiode abgebaut und verarbeitet werden konnte, lief die Produktion von März bis Oktober. Die Belegschaft umfasste in den 70 Jahren des Bestehens der Ziegelei etwa 30 Personen, in den letzten 10 Jahren waren es nur bis zu 10 Kräfte. Während des Ersten und des Zweiten Weltkriegs ruhte die Produktion.

### Produktion

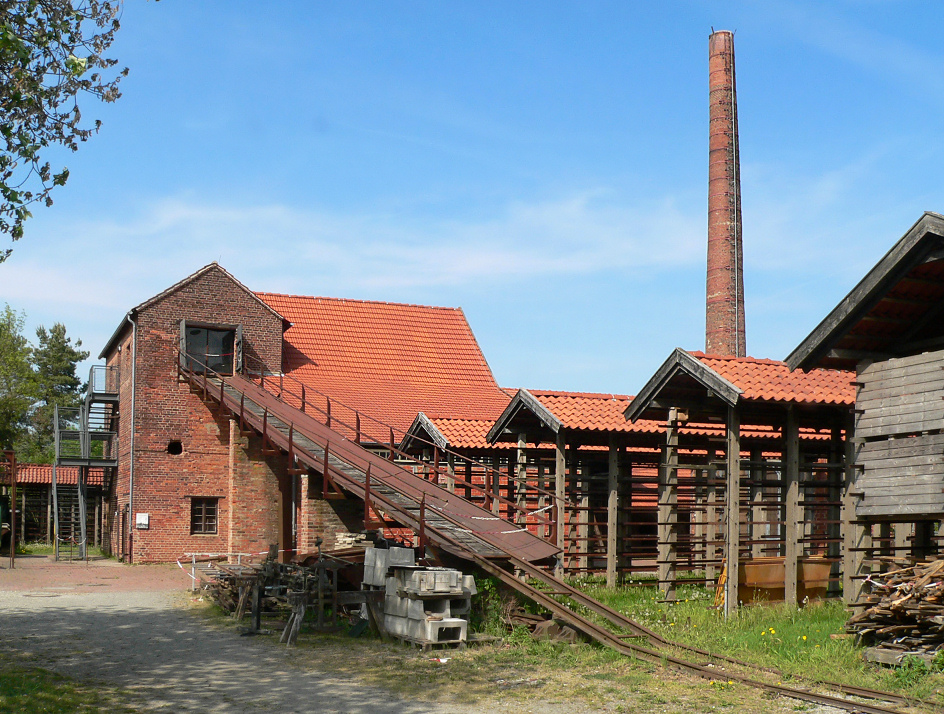
Maschinenhaus mit Gleis zur Auffahrt der Kipploren mit Ton

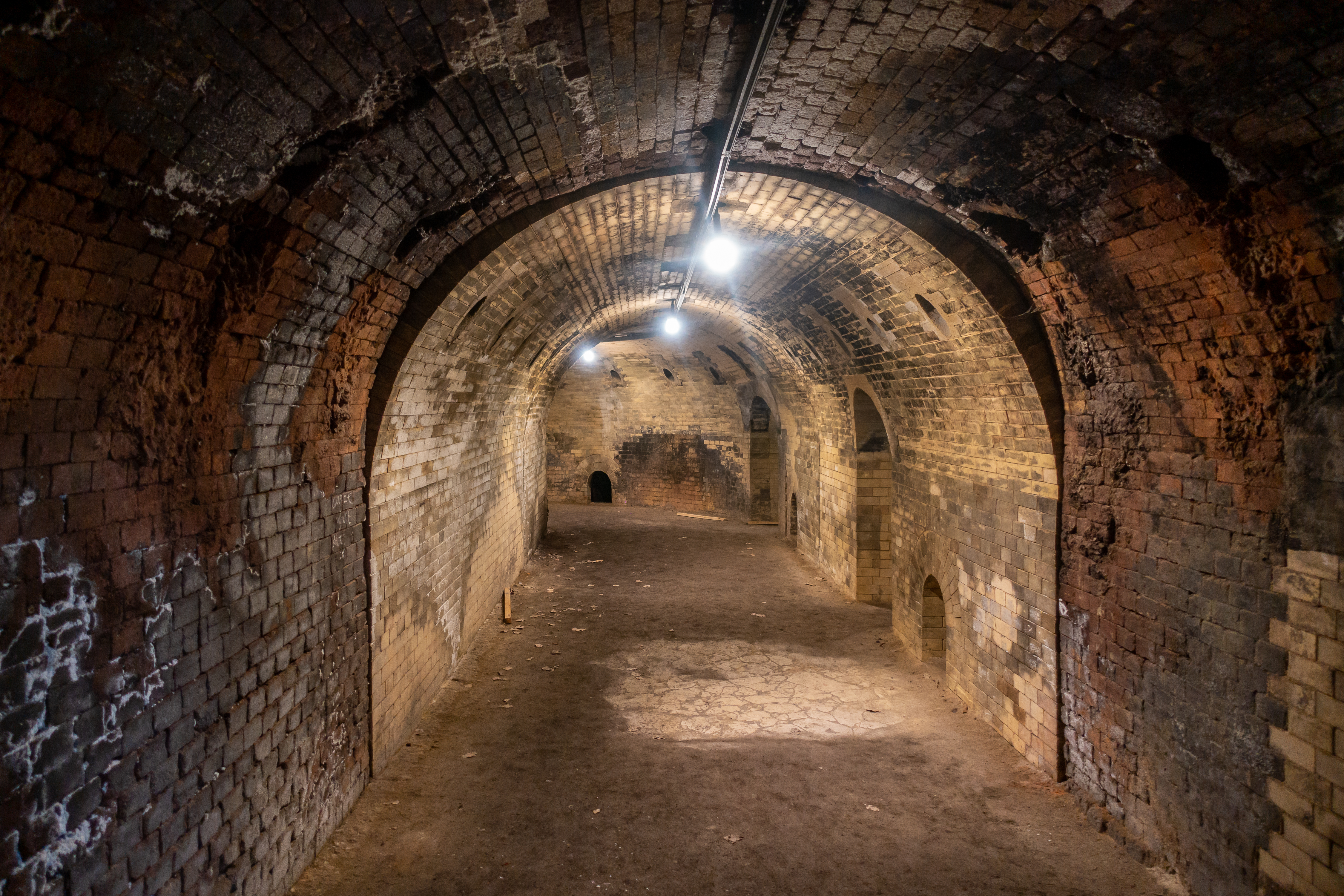
Brennkammer des Hoffmannschen Ringofen ohne Ziegel

In den Anfangsjahren herrschte die manuelle Ziegelherstellung vor. Der Tonstich erfolgte in einer Grube unmittelbar neben der Ziegelei, in der etwa 5 Arbeiter täglich bis zu 10 Tonnen Ton im Handstich abbauten. Der Ton wurde in Güterloren von Pferden zur Fabrik gezogen. Etwa 15 Arbeiter stellten daraus manuell Ziegelrohlinge her. Die Jahresproduktion der etwa 30-köpfigen Belegschaft betrug 1914 etwa 1 Million Ziegel.
Die maschinelle Ziegelproduktion mit Hilfe einer Dampfmaschine wurde 1922 eingeführt, da nach dem Ersten Weltkrieg der Bedarf an Ziegelsteinen gestiegen war. Die Maßnahme verbesserte die Ziegelqualität und steigerte die Produktionsmenge auf 3 Millionen Ziegel im Jahr. Die Aufnahme von hohen Krediten für die Modernisierung sowie die Weltwirtschaftskrise führten das Unternehmen 1930 in schwere wirtschaftliche Schwierigkeiten. Der Betrieb kam unter Zwangsverwaltung, die bis 1939 anhielt. Mit Beginn des Zweiten Weltkriegs 1939 wurde die Produktion eingestellt. Erst nach dem Krieg konnte der Besitzer Gustav Beermann seine Ziegelei weiterführen. Wegen der allgemeinen Knappheit an Kohle, die zur Befeuerung des Brennofens notwendig war, konnten erst 1947 wieder Ziegel gebrannt werden. In der Nachkriegszeit kam es zu einem starken wirtschaftlichen Aufschwung für die Ziegelei, da durch den Wiederaufbau der zerstörten Städte ein hoher Bedarf an Baumaterial herrschte. 1949 erfolgte die Mechanisierung der Tongewinnung durch einen Eimerkettenbagger, um Personalkosten für den Handstich einzusparen. Weitere Verbesserungen an den Maschinen erfolgten, darunter 1954 die Umstellung von Dampfkraft auf einen Dieselmotor. Ab Ende der 1950er Jahre führten die beiden Söhne von Gustav Beermann das Unternehmen weiter und investierten in den 1960er Jahren in weitere Anlagen sowie technische Verbesserungen. Wegen Mangel an Arbeitskräften für die schwere Ziegeleiarbeit wurden in den 1960er Jahren italienische Gastarbeiter aus Friaul angeworben. Ende der 1970er Jahre gingen die Tonvorkommen neben der Ziegelei zur Neige, die daraufhin 1979 stillgelegt wurde.

## Museum

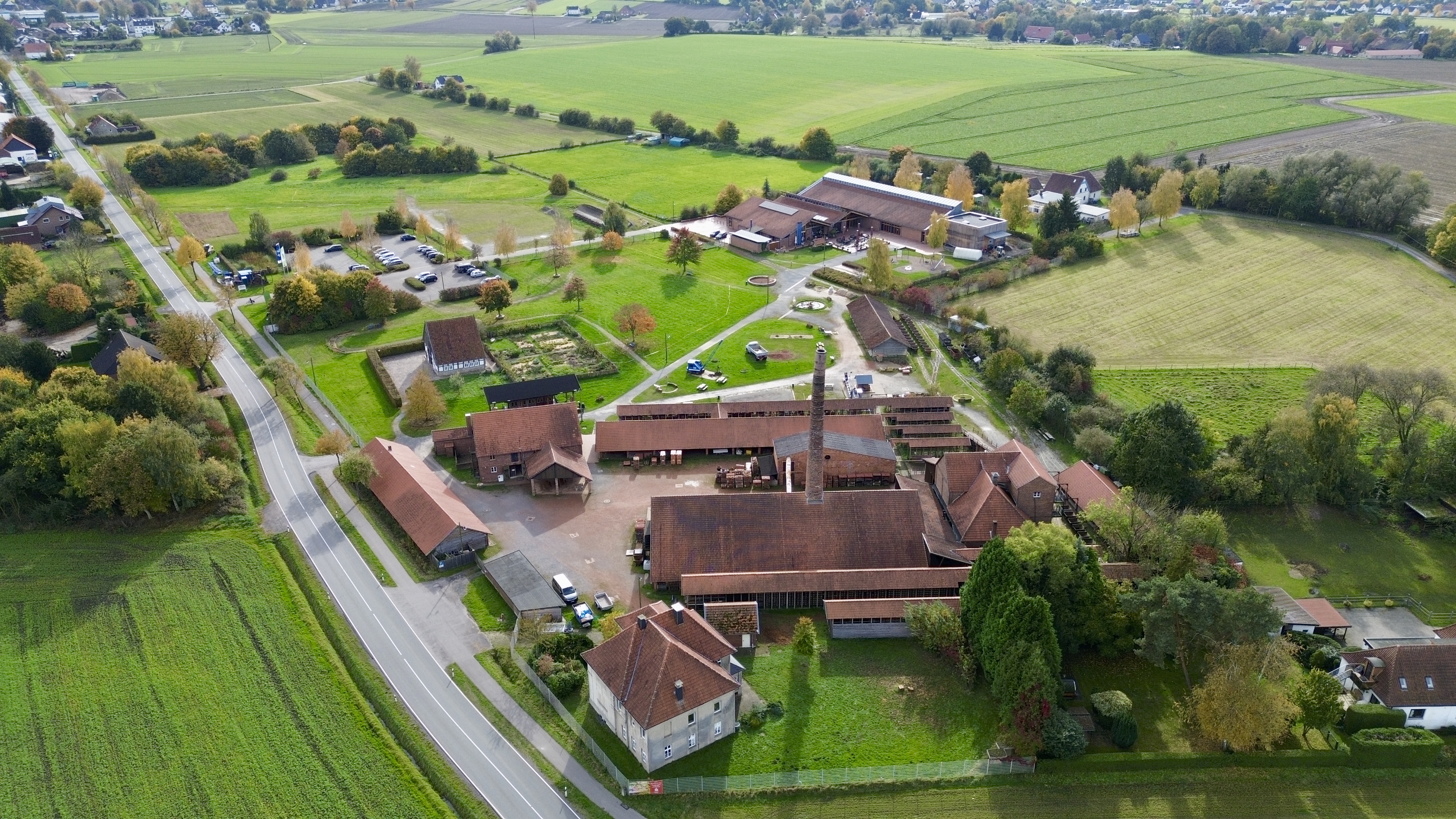
Luftbildaufnahme des Ziegeleigeländes

1980 erwarben die Stadt Lage, der Kreis Lippe und der Landesverband Lippe die stillgelegte Ziegelei mit dem gesamten Gebäude- und Maschinenbestand. Die Anlage wurde 1982 durch den Landschaftsverband Westfalen-Lippe übernommen, der sie zu einem Standort des LWL-Industriemuseums machte. Das Museum wurde nach Restaurierung der übernommenen Gebäude, Maschinen und Anlagen 2001 eröffnet. Außerdem entstand ein neues Ausstellungsgebäude. Das Museum ist wegen der vielen funktionstüchtigen Einrichtungen der alten Ziegelei ein produzierendes Museum mit Schauvorführungen an bestimmten Terminen im Jahr. Im Hoffmannschen Ringofen werden einmal jährlich für einige Tage Ziegel hergestellt. Besucher können per Hand einzelne Ziegel formen.
Eine Dauerausstellung informiert über die Geschichte der Ziegelproduktion sowie über das Wanderzieglerwesen.
Das Museum zeigte 2016 die Sonderausstellung Vom Streben nach Glück – 200 Jahre Auswanderung aus Westfalen nach Amerika, zu der ein Katalog erschien.
Das Museum zeigte 2023 die Sonderausstellung More than Bricks! - Tradition und Zukunft der Architekturkeramik.
Das Museum zeigt 2024 die Sonderausstellung Mit Ecken und Kanten - Backsteinexpressionismus zwischen Rhein und Havel.